# Brian Steen Nielsen
Brian Steen Nielsen (ur. 28 grudnia 1968 roku w Vejle) – duński piłkarz występujący na pozycji defensywnego pomocnika. Po zakończeniu kariery został dyrektorem sportowym zespołu Aarhus GF.

## Kariera klubowa
Brian Steen Nielsen zawodową karierę rozpoczynał w październiku 1988 roku w Vejle BK. Spędził tam ponad cztery sezony, w trakcie których rozegrał 105 ligowych spotkań. Latem 1992 roku Duńczyk podpisał kontrakt z Odense Boldklub, w którym od razu wywalczył sobie miejsce w podstawowej jedenastce. Razem z zespołem sięgnął po Puchar Danii, a po zakończeniu rozgrywek przeniósł się do Fenerbahçe SK. W 1994 roku wraz z „Żółtymi Kanarkami” wywalczył wicemistrzostwo kraju, a kolejny sezon zakończył na czwartej pozycji w tabeli. Łącznie w barwach tureckiego klubu Nielsen wystąpił w 50 pojedynkach, po czym powrócił do Odense. Już w 1996 roku Brian Steen wyjechał do Japonii, gdzie został zawodnikiem Urawa Red Diamonds. W trakcie sezonu 1996/1997 duński pomocnik ponownie przeniósł się jednak do Odense. Grał tam przez kolejne półtora sezonu, po czym podpisał kontrakt z Akademisk BK. Z drużyną tą dwa razy z rzędu zajął trzecie miejsce w ekstraklasie, lecz rozgrywki 2000/2001 zakończył dopiero na dziesiątej pozycji. Łącznie dla zespołu z Kopenhagi Nielsen rozegrał 84 spotkania, w których dziesięć razy wpisał się na listę strzelców. W 2001 roku został piłkarzem szwedzkiego Malmö FF, w barwach którego wystąpił w 29 ligowych meczach. W 2002 roku powrócił do kraju i trafił do Aarhus GF. Po spadku zespołu w sezonie 2005/2006 do drugiej ligi Brian Steen postanowił zakończyć piłkarską karierę. Dla Aarhus GF przez trzy sezony rozegrał 65 pojedynków i zdobył pięć bramek.

## Kariera reprezentacyjna
W reprezentacji Danii Nielsen zadebiutował 14 lutego 1990 roku w zremisowanym 0:0 pojedynku z Egiptem. W 1995 roku pokonując w finale 2:0 Argentynę razem z zespołem zwyciężył w Pucharze Konfederacji. W 1996 roku został powołany przez Richarda Møllera Nielsena do drużyny narodowej na mistrzostwa Europy. Duńczycy zajęli na nich trzecie miejsce w swojej grupie i odpadli z turnieju. W 2002 roku Brian Stenn znalazł się w kadrze Bo Johanssona na kolejne mistrzostwa Europy. Na boiskach Belgii i Holandii Dania przegrała wszystkie spotkania i zajęła ostatnie miejsce w fazie grupowej. Nielsen na imprezie tej pełnił rolę rezerwowego i zagrał tylko w meczu przeciwko Holandii, w którym w 67 minucie zmienił Thomasa Gravesena. Ostatnim wielkim turniejem w karierze wychowanka Vejle BK były Mistrzostwa Świata 2002. Reprezentacja Danii pewnie przebrnęła przez rundę grupową, którą niespodziewanie zakończyła na pierwszej pozycji. W 1/8 finału „Gang Olsena” nie sprostał jednak Anglikom, którzy zwyciężyli 3:0. Na mundialu tym Brian Steen również pełnił rolę rezerwowego. Na boisku pojawił się tylko w wygranym 2:0 spotkaniu z Francją zmieniając w 79 minucie Stiga Tøftinga. W barwach drużyny narodowej rozegrał 66 meczów, w których zdobył trzy bramki.